# Hydrokolpos
Ein Hydrokolpos (von altgriechisch ὕδωρ hydor, deutsch ‚Wasser‘ und κόλπος kolpos, deutsch ‚Scheide‘) bedeutet, dass die Vagina mit Flüssigkeit gefüllt ist.
Reicht der Rückstau bis in das Uteruslumen, spricht man von einer Hydrometra oder einem Hydrometrokolpos.

## Ursache
Zugrunde liegt ein Verschluss der Scheide durch eine Hymenalatresie oder seltener eine Vaginalmembran, eine Form einer Gynatresie. Diese Flüssigkeit entsteht in der Neugeborenenperiose und besteht aus Sekret der mütterlicherseits hormonell stimulierten Vaginalschleimhaut.
Eine Assoziation besteht mit dem Robinow-Syndrom, dem Uterus didelphys oder Duplikaturen der Vagina und/oder des Uterus.

## Diagnose
Diese Aufweitung kann als Tumor im Unterbauch tast- oder gar sichtbar werden. Die Diagnose wird meistens mittels Ultraschalluntersuchung gestellt.

## Differentialdiagnose
Abzugrenzen sind andere zystische Raumforderungen des Unterbauches wie Steißbeinteratom, Lymphangiom usw.

## Therapie
Die Behandlung besteht in operativer Durchtrennung des Hymens oder der verlegenden Membran.